# Redouan Laarkoubi
 (juillet 2019).
Si vous disposez d'ouvrages ou d'articles de référence ou si vous connaissez des sites web de qualité traitant du thème abordé ici, merci de compléter l'article en donnant les références utiles à sa vérifiabilité et en les liant à la section « Notes et références ».
Redouan Laarkoubi né le 15 mars 1991 à La Haye est un kick-boxeur néerlando-marocain. 
En 2017, il remporte le titre mondial Enfusion championnat du monde poids légers.

## Biographie
Natif des Pays-Bas, il est issu d'une famille marocaine originaire de la région du Rif. Il grandit à La Haye dans le quartier de Schilderswijk, un quartier difficile de la ville. Il commence très tôt le kickboxing sous entraînement de Hafid El Boustati. Lors de ses 20 ans, Redouan passe la majorité de son temps au quartier avec ses amis dans la banlieue défavorisée de La Haye. Il finira par travailler dans le transport en commun HTM (Haagse Tramweg Maatschappij), grâce à un ami.
Le 29 avril 2017, il marque l'histoire du kickboxing Enfusion après un combat de haute intensité remporté face à Mohammed Jaraya à La Haye. Dans la même année, il propose un combat à Nordin Ben Moh pour l'événement qui suit (12 mai 2017). Ce dernier n'a pas répondu.

### Polémique
Après avoir signé son premier contrat professionnel chez Enfusion, le kick-boxeur est contraint de représenter les Pays-Bas à la suite d'un ancien règlement qui interdit le nombre de plus de sept kick-boxeurs étrangers dans un événement professionnel. Il déclare: « Enfusion ne voulait pas m'accepter en tant que huitième kick-boxeur marocain. Ils m'ont obligé à choisir les Pays-Bas pour qu'il y ai plus de nationalités. Lors de l'époque de K1, c'était différent. Il y'avait un grand nombre de kick-boxeurs néerlandais, surinamais et marocains. Ces derniers temps les Marocains ont énormément dominés l'Enfusion. ».
Redouan Laarkoubi est souvent critiqué par la communauté marocaine des Pays-Bas pour avoir choisi les Pays-Bas à la place du Maroc. Ce dernier ne mâche pas ses mots et cite: « Je suis un Marocain à 100%. C'est Enfusion qui a fait le choix pour moi ».

### Vie privée
Redouan Laarkoubi est marié et père de deux filles.